# Zubir Ahmed
Zubir Ahmed (né en 1980 ou 1981) est un chirurgien et homme politique du Parti travailliste écossais, député de Glasgow Sud-Ouest depuis 2024.

## Jeunesse et carrière médicale
Ahmed est né de parents pakistanais qui ont émigré en Écosse dans les années 1960 et est l'aîné de cinq enfants. Son père est chauffeur de taxi et il grandit à Govanhill, Glasgow.
Ahmed reçoit une bourse pour fréquenter la Hutchesons' Grammar School, où il est un contemporain d'Anas Sarwar et de Humza Yousaf,. Il obtient un baccalauréat en médecine et en chirurgie de l'Université de Glasgow en 2005, où il étudie une fois de plus aux côtés de Sarwar.
Il obtient une maîtrise ès sciences en soins de santé de l'University College de Londres en 2012, un doctorat en transplantation du King's College de Londres en 2019 et une maîtrise en administration des affaires de l'Université de Strathclyde en 2020.
Ahmed est chirurgien vasculaire et spécialiste des transplantations à Glasgow et s'est porté volontaire pour des missions au Pakistan,. Il est membre du Conseil européen de chirurgie et du Collège royal des médecins et chirurgiens de Glasgow. Après son élection au Parlement, il continue à exercer pour conserver sa licence médicale.

## Carrière politique
Ahmed rejoint le Parti travailliste alors qu'il est adolescent et décide de se présenter aux élections pendant la Pandémie de Covid-19. Il est le candidat travailliste pour Glasgow Pollok aux élections parlementaires écossaises de 2021, arrivant deuxième derrière Humza Yousaf du Parti national écossais (SNP).
Ahmed est élu député de Glasgow Sud-Ouest aux élections générales de 2024, battant le titulaire du SNP Chris Stephens. Il est nommé secrétaire parlementaire privé du secrétaire à la Santé, Wes Streeting, plusieurs semaines après son élection.